# Jermaine Brown (Leichtathlet)
Jermaine Brown (* 4. Juli 1991) ist ein ehemaliger jamaikanischer Leichtathlet, der sich auf den Sprint spezialisiert hat. Mit der jamaikanischen 4-mal-400-Meter-Staffel gewann er 2014 die Bronzemedaille bei den Hallenweltmeisterschaften in Sopot.

## Sportliche Laufbahn
Erste internationale Erfahrungen sammelte Jermaine Brown bei den CARIFTA Games 2007 in Providenciales, bei denen er in 10,65 s die Bronzemedaille im 100-Meter-Lauf in der U17-Altersklasse gewann und sich über 200 Meter in 21,25 s die Silbermedaille sicherte. In den folgenden Jahren bestritt er nur wenige Wettkämpfe und zog dann in die Vereinigten Staaten. 2013 belegte er bei den Zentralamerika- und Karibikmeisterschaften (CAC) in Morelia in 20,92 s den achten Platz im 200-Meter-Lauf und gewann mit der jamaikanischen 4-mal-100-Meter-Staffel in 38,86 s die Silbermedaille hinter dem bahamaischen Team. Im Jahr darauf kam er bei den Hallenweltmeisterschaften in Sopot im Vorlauf der 4-mal-400-Meter-Staffel zum Einsatz und trug damit zum Gewinn der Bronzemedaille bei. Anschließend siegte er bei den erstmals ausgetragenen IAAF World Relays in Nassau in 1:18,63 min in der 4-mal-200-Meter-Staffel. Im August gewann er dann beim Panamerikanischen Sportfestival in Mexiko-Stadt in 20,28 s die Bronzemedaille über 200 Meter hinter seinem Landsmann Sheldon Mitchell und Roberto Skyers aus Kuba. Im Jahr darauf verhalf er der 4-mal-200-Meter-Staffel bei den World Relays auf den Bahamas zum Finaleinzug und 2022 beendete er seine aktive sportliche Karriere im Alter von 31 Jahren.

## Persönliche Bestzeiten
- 100 Meter: 10,26 s (+0,3 m/s), 26. Mai 2012 in Orlando
  - 60 Meter (Halle): 6,62 s, 24. Januar 2014 in Albuquerque
- 200 Meter: 20,28 s (+0,6 m/s), 16. August 2014 in Mexiko-Stadt
  - 200 Meter (Halle): 20,59 s, 14. Februar 2014 in Albuquerque
  - 400 Meter (Halle): 46,24 s, 8. Februar 2014 in Albuquerque